# Cornell Chronicle
Il Cornell Chronicle è il settimanale interno pubblicato dall'università Cornell.

## Storia
Prima della fondazione del Chronicle nel 1969, le notizie relative al campus erano riportate prima dal Cornell Era e in seguito dal The Cornell Daily Sun. Durante l'occupazione della Willard Straight Hall nell'aprile 1969, il campus venne a conoscenza degli eventi attraverso il Sun, edito dagli studenti, la radio studentesca WVBR-FM e il giornale indipendente Cornell Alumni News. Tuttavia, l'amministrazione della Cornell, in particolare l'allora vicepresidente per gli affari pubblici Steven Muller, era insoddisfatto perché questi media riportavano gli eventi in modo piuttosto critico nei confronti dell'amministrazione. Durante l'estate vennero messi a punto i piani per il Chronicle, che esordì il 25 settembre 1969. Il primo ufficio del settimanale si trovava nel seminterrato dell'edificio amministrativo Edmund Ezra Day Hall e venne assunto come caporedattore Kal Lindenburg, un ex alunno che aveva partecipato al Sun.  Durante l'anno scolastico il settimanale veniva stampato ogni mercoledì in formato broadside sulle rotative del The Ithaca Journal.
I primi numeri erano pieni di comunicati stampa dell'università, nonché di pagine redatte dal preside della facoltà, dal senato dell'università e da vari gruppi di dipendenti e anche il testo completo di vari rapporti dell'università. Tuttavia, il Chronicle era attento a riflettere la prospettiva dell'amministrazione sulle notizie; ad esempio, nel 1970, quando il consiglio di amministrazione prese in considerazione un'importante proposta di ristrutturazione dei suoi membri e di istituzione di un senato dell'università, il Chronicle titolò "Cornell Trustees Approve the Formation of Senate" (Gli amministratori della Cornell approvano la formazione del Senato), mentre il Sun titolò "Committee Delays Senate Election After Trustees Modify Constitution" (La commissione ritarda le elezioni del Senato dopo che gli amministratori hanno modificato la costituzione).
Fin dalla fondazione, il settimanale è stato disponibile gratuitamente in tutte le sedi del campus della Cornell e successivamente sono stati venduti abbonamenti postali ai lettori fuori dal campus. Successivamente, il Cornell News Service e il Chronicle si trasferirono in uffici fuori dal campus nel centro di Ithaca. I numeri sono attualmente formattati per pagine da 8,5" a 11" e possono essere acquistati stampati su carta da 11" a 17".

## Archivi
Gli archivi del settimanale sono disponibili dal 1969, scansionati da volumi rilegati e disponibili in formato PDF nell'archivio online dell'università, eCommons, mentre i numeri successivi al 1996 sono disponibili sul sito web dell'università Cornell.